# SIEGE-Wohnanlage
Die SIEGE-Wohnanlage ist ein Wohngebäudekomplex in Darmstadt. Das Gebäudeensemble ist ein typisches Beispiel für den Backsteinexpressionismus und wurde aus architektonischen- und stadtgeschichtlichen Gründen als Kulturdenkmal eingestuft.

## Geschichte und Beschreibung
Die SIEGE-Wohnanlage wurde in den Jahren 1929 und 1930 nach Plänen des Architekten und Oberbaurates Hans Kleinschmidt erbaut.
Die dreiflüglige, viergeschossige Wohnanlage gehört stilistisch zum Ziegelexpressionismus.
Die drei Flügel der Wohnanlage gruppieren sich um einen nach Süden offenen Innenhof.
Der dunkelrot gebrannte Klinker steht in Kontrast zu den hellen Betonlisenen, die die Fassaden der unteren drei Geschosse gliedern.
Durch diese Bauweise scheint das oberste Stockwerk zurückgezogen.
Für die Bauzeit typisch sind das Flachdach und die über Eck eingebauten Fenster.
Den Zweiten Weltkrieg überstand die Wohnanlage weitgehend unbeschadet.
Benannt wurde die SIEGE-Wohnanlage nach der Bauherrin „Siedlungsgesellschaft für das Verkehrspersonal“ (SIEGE).
Der Haupttrakt mit seinem waagrecht betonten Mittelteil gehört postalisch zur Adolf-Spieß-Straße.
Der westliche Seitenbau gehört postalisch zur Riedlingerstraße; der östliche Seitentrakt zur Teichhausstraße.